# 权田修一
权田修一（日語：ごんだ しゅういち，1989年3月3日—），日本足球運動員，司職守門員，現效力日乙球隊清水心跳，日本國家足球隊成員。

## 早期生涯
1989年3月3日，权田修一出生于运动世家。
1999年，小学三年级的权田修一随家人从川崎市搬家迁至东京都世田谷区，在驹泽公园的足球学校练球时里被FC东京派遣的U18梯队的教练所发现。搬家之后，权田修一参加了川崎市内的一家少年足球俱乐部并入选了神奈川县选拔队。
2001年，小学毕业后的权田修一虽然已经取得了神奈川县内球队横滨水手青年队、川崎前锋青年队的入试合格通知，但最终仍然选择加盟FC东京U15梯队。
2003年，权田修一随FC东京U15梯队获得了第18届日本俱乐部U15足球锦标赛的冠军，并成为该大会的优秀选手。

## 俱乐部生涯
2005年10月，权田修一作为FC东京U18梯队球员开始跟随一线队训练。
2007年，仍在国士馆高中就学的权田修一正式升入FC東京的一线队，成为FC東京史上第一个在平成年代出生的足球选手。在2007年赛季中，权田修一未能获得出场机会。
2009年1月，由于球队主力门将盐田仁史患阑尾炎及麻痹性肠梗阻需要长期脱离球队，权田修一因此在本赛季迎来了自己的职业生涯首秀。3月7日，在FC东京对阵新潟天鹅的日職联赛开幕战中，权田修一完成了自己的职业生涯首秀，但这一次首秀却以权田修一丢4球的惨败而告终，最终FC东京以1：4的比分不敌新潟天鹅。3月14日，在日職联赛第2轮FC東京对阵浦和红钻的比赛中，权田修一把守的大门被浦和红钻打进3球，最终FC東京以1：3的比分不敌浦和红钻。在2009年赛季中，权田修一联赛出场34次，其中完成零封对手的比赛15场，时隔16年成为継菊池新吉之后第二位完成单赛季日職联赛15场比赛零封对手的门将。同时，权田修一作为第一门将帮助FC東京获得该赛季日本联赛盃的冠军，这也是权田修一步入职业生涯后的首个冠军。
2010年，权田修一继续担任FC东京的第一门将。8月4日，在骏河银行杯决赛中，权田修一在点球决胜阶段扑出一粒点球，帮助FC东京以常规时间2：2、点球大战4：3的比分战胜厄瓜多尔基多体育大学足球俱乐部赢得骏河银行杯的冠军。
2011年，权田修一开始担任已经降级至日乙联赛的FC东京的副队长。在该赛季初权田修一稳坐第一门将的位置，但在被日本U22国家队召集参加2012年伦敦奥运会亚洲区预选赛之后主力位置被盐田仁史取代，在赛季接近尾声之时才夺回主力位置。在2011年赛季中，权田修一在日乙联赛出场20次，并帮助FC东京获得日乙联赛的冠军，重返日职联赛。
2012年，在时任FC东京主教练兰科·波波维奇的信任下，权田修一继续担任球隊的第一门将。4月16日，在日职联赛第6轮FC东京主场对阵鹿岛鹿角的比赛中权田修一在比赛上半场第23分钟出击时与对手前锋兴梠慎三相撞导致右膝受伤无法坚持比赛，中途退场。在2012年赛季中，权田修一联赛共出场31次，亚冠联赛共出场5次。在该赛季结束后的12月8日，权田修一赴德甲球队斯图加特足球俱乐部进行试训；12月16日，赴意乙球队维罗纳足球俱乐部进行试训。
2014年10月26日，在日职联赛第30轮FC东京客场对战大阪飞腳的比赛中，权田修一在比赛上半场即将结束之际因与对方球员争抢高空球被对手用手重击头部倒地而被紧急送往医院检查，之后在权田修一负伤退场后的下半场的比赛中，大阪飞腳连进2球，最终以2：1的比分战胜FC东京。在2014年赛季中，权田修一在日职联赛共出场33次，且扑救率为整个日职联赛守门员之首；联赛杯出场0次；天皇杯出场3次。
2015年7月，权田修一被诊断出患有过度训练综合症，治疗时间为3个月。
2016年1月，仍处于过度训练综合症后恢复期的权田修一接受了本田圭佑的邀请，以租借的形式由FC東京加盟奥地利丙级足球联赛的SV霍恩。3月4日，在奥丙联赛第17轮SV霍恩对阵維也納快速二队的比赛中，权田修一完成奥丙首秀，并帮助球队以2：0的比分战胜维也纳快速二队。但是在3月11日奥丙联赛的第18轮比赛中，权田修一右胫骨骨折，赛季报销。
2016-2017年赛季，权田修一在奥地利乙级足球联赛第6轮的比赛中重新复归。在2016年12月末，权田修一与SV霍恩的租借合同到期，且权田修一与FC東京尚有合同在身。因此在征求了权田修一本人愿意继续旅欧的意向之后，2017年1月7日FC東京与权田修一达成了解约意向。
2017年1月，因FC東京已经提前引进日本国脚林彰洋作为权田修一的替代人选，且为了继续寻找在欧洲俱乐部踢球的机会，权田修一与FC東京协商后达成解约意向，成为自由球员。但在欧洲几经辗转无果后，经鸟栖砂岩高层及前FC東京主帅兼恩师马西莫·菲卡登蒂的劝说下，权田修一于2月在欧洲冬季转会市场关闭前以自由身的身份加盟鸟栖砂岩。
2018年1月，权田修一与鸟栖砂岩完成续约，在该赛季继续为鸟栖砂岩效力。2018年8月26日，权田修一在鸟栖砂岩与大阪飞腳的比赛结束后出现脱水症状，被紧急送往医院治疗。2018年12月7日，权田修一获得2018年赛季日职联赛优秀选手奖，这是他职业生涯中首次获得该奖项。12月16日，权田修一当选由佐贺新闻社通过网络选出的鸟栖砂岩赛季MVP。在2018年赛季中，权田修一在日职联赛出场34次，失34球，帮助鸟栖砂岩成为该赛季日职联赛失球第2少的球队（仅次于该赛季联赛冠军川崎前锋）。
2019年1月29日，日职联赛球队鸟栖沙岩在其官方网站宣布，球队门将权田修一正式转会加盟葡超球队波蒂莫嫩塞。
虽然在加盟之初没有机会上场，但从2019/20赛季下半段开始他成为了首发门将，当赛季出战18场比赛。然而在2020/21赛季，他没有得到上场机会。
门将球员权田修一从葡超波蒂莫嫩塞租借到了清水心跳，这是他时隔两个赛季重返日职联赛。
代表球队出战全部38场日职联赛，共计失了54球完成6场零封。
清水心跳官方宣布，球队从葡超波蒂莫嫩塞买断日本国门权田修一，球员将正式转会加盟俱乐部。根据此前报道，买断选项可能设置为200万欧元。

## 国家队生涯
2004年，权田修一入选日本U17足球代表队并参加了亚洲少年足球锦标赛，但随队止步于该赛事的小组赛阶段。
2007年，权田修一与香川真司一同越级入选日本U20足球代表队征战2007年U20世界杯的大名单，但他后因后十字韧带受伤从而被迫退出名单。
2008年，权田修一入选日本U19国家队并作为队长参加亚足联U19足球锦标赛，帮助球队进入该项赛事的八强。
2009年12月21日，权田修一被首次招入日本国家足球队征战2011年亚洲杯预选赛。
2010年1月6日，在日本对阵也门的比赛中，权田修一迎来了自己的国家队首秀。
2011年1月，权田修一再次入选日本国家足球队并作为第三门将随队征战2011年亚洲杯的比赛，虽然未能有出场机会，但还是随队一同获得了该届亚洲杯的冠军。
2012年7月2日，权田修一入选日本U23国家队并作为球队的副队长随队参加了2012年伦敦奥运会，以4场比赛连续零封的良好状态帮助日本U23国家队获得伦敦奥运会男子足球项目比赛的第四名。
2013年7月15日，权田修一入选日本国家足球队大名单并随队征战了2013年东亚杯的比赛。7月25日，他在日本对阵澳洲的比赛中首发出场，帮助球队以3：2的比分战胜了澳洲。7月28日，权田修一随日本国家足球队获得了该届东亚杯赛事的冠军。
2014年5月12日，权田修一入选日本国家足球队，并作为第三门将随队参加了2014年巴西世界杯的比赛，但未能在巴西世界杯的比赛中出场。
2015年3月27日，在麒麟杯日本对阵突尼斯的比赛中，权田修一首发出场并帮助日本以2：0的比分战胜突尼斯。7月23日，权田修一入选日本国家足球队2015年东亚杯比赛的大名单，但因过度训练综合征最终他退出了该届国家队大名单。
2017年11月29日，权田修一入选日本国家足球队2017年东亚杯比赛的大名单，这是他时隔2年半之后再次入选国家队。在该届赛事中，权田修一未能出场。
2018年12月12日，权田修一入选日本国家足球队征战2019年亚洲杯比赛的大名单。在该届赛事中，他作为日本国家足球队的主力门将出场6次，帮助日本获得了2019年亚洲杯的亚军。
2022年11月1日，权田修一入选日本队2022年卡達世界盃26人大名单，其在缺席一屆世界盃的情況下仍獲入選，為日本足球歷史上第一人。

## 個人生活
权田修一的父亲和母亲都是篮球运动员，弟弟权田隆人是一名职业篮球运动员，身高190cm，毕业于庆应义塾大学，现效力于日本B3篮球联赛的东京桑雷乌斯篮球俱乐部。
2010年12月，权田修一宣布结婚，结婚对象篠田裕美是一名美甲师。2012年12月25日，他的第一个孩子诞生。
2015年，权田修一在实业之日本出版社出版了由自己修订的足球教材《足球守门员训练教程》。

## 外部連結
- 权田修一在 National-Football-Teams.com 上的出场纪录
- Shuichi Gonda – F.C. Tokyo official site （日語）